# Кучини
Кучини, або гвічини — народ, який першим заселив територію Північної Америки, а саме Аляски. Науковці відносять кучинів до атабатської етнічності, котра включає в себе племена індіанців, що ведуть кочовий спосіб життя. Чисельність — близько 9 тисяч чоловік. Мова кучинів — гвічин.

## Історія кучинів
Існувало дуже мало згадок про гвічинів в Північно-Західних територіях, але замість цього, існували такі письмові джерела, які з'явились у першому столітті або незадовго після першого записаного контакту, що відбувся між гвічинами і європейцями. Вилучене корисне антропологічне та історичне знання від цих робіт стає етноісторичним мистецтвом племені кучинів. Обмін інформацією та знаннями в традиційних суспільствах рідної Північної Америки був досягнутий перш за все за рахунок усної передачі: оповідання, пояснення, описи які розповідали, слухались і передавались від одного покоління до іншого.
Александр Макензі, партнер в компанії Північно-Заходу, пов'язаний з першим письмовим описом східних людей гвічинів та їх країни. Він відомий також тим, що зробив невдалу спробу знайти шляхи до Тихого океану 1789 року. Однак археологічні свідчення розповідають, що цієї поїздки ніколи не було.

## Внутрішній поділ
До початку XX століття кучини ділилися на наступні групи: Східні кучини:
- арктико-ред-ріверські (Gwichya) — в дельті річки Маккензі і на схід до річки Андерсон;
- піс-ріверські (Teetl'it) ― в районі річки Піс на захід від низин Маккензі;
- верхньо-поркьюпайнські — у верхів'ях річки Поркюпайн.

Перехідна група:
- флет-кроуські кучини (Vuntut) — середня течія річки Поркьюпайн, Західні кучини;
- блек-ріверські (Draanjik) — по річках Блек-Рівер і Салмон;
- юкон-флетські або форт-юконські (Gwichyaa) — долина річки Юкон на схід від річки Шандалар;
- шандаларські(Neetsaii; раніше жан-дю-ларж) — басейн річки Шандалар;
- дихаї (Di'haii) — на захід і північний захід від річки Шандалар;
- вашраї-хоо (Vashraii Khoo);
- берч-крицькі (Denduu) — гори на південь від Берч-Крик.

Крім того, згадуються ще такі групи: Shoo Draanjik, K'iitl'it, Teetsii, Tanan.

## Культура народу
Кучини зайняли південні схили хребта Брукс на Алясці. Клімат цих територій субарктичний, характеризується довгими, холодними зимами і коротким, теплим літом. За винятком періодично затоплюваних островів і низини річки Юкон, земля вкрита бореальними лісами. Під час перших англо-європейських контактів, гвічини були згруповані в дев'ять чи десять регіональних груп, кожна з яких пов'язана з водозбірним басейном великої річки.
Назва гвічинів означає «люди з карібу» — це вдала назва для культурної групи, яка значною мірою спирається на цього ссавця у плані споживання та економічного розвитку. Незважаючи на те, гвічини не могли би вижити впродовж багатьох століть без використання багатьох ссавців, птахів і риб, карібу завжди були визначальними в їхньому житті — як культурному, так і економічному.
Ця культурна близькість має глибокі духовні корені. Історії давніх часів описують, як північні люди жили в мирній близькості, з усіма тваринами. Коли вони стали диференціюватися в різні культурні групи, було вирішено, що гвічини будуть полювати на оленів. Сучасні прояви цього звичаю — духовна віра, що кожен карібу має трохи людського серця в ньому, і кожна людина має частинку серця оленя. Таким чином, люди завжди матимуть часткові знання про те, що карібу думають і відчувають, і в рівній мірі, карібу будуть мати аналогічні знання про людей.
Сьогодні члени племені гвічинів, як і раніше покладаються на карібу в досягненні духовних потреб. Полювання та розподіл м'яса карібу підвищує їх соціальні взаємодії і культурне самовираження. М'ясо карібу ділять між членами племені. Шкури карібу використовуються для зимових чобіт, капців, гаманців, сумок та інших предметів. Кістки використовують як музичний інструмент. Пісні, розповіді і танці, старі і нові, зміцнюють культурне життя гвічинів.
Історична повага до тварин відображена в історіях та легендах гвічинів. Така повага закріплена навіть у законодавчих актах. Першочерговою задачею було створення міжнародного договору і здійснення влади. У березні 1984 року було ухвалено канадські внутрішні угоди про управління захистом стада карібу і середовища їх проживання. Після того, як в Канаді було підписано угоду, Канада публічно закликала США підписати угоду про захист стада карібу. Участь гвічинів в американо-канадській угоді про захист карібу — регулярне заохочення взаємодії і співпраці між двома сторонами в області захисту стад оленів. З метою сприяння цих зусиль, вони закликали прийняти нову модель для збереження виду — біокультурний заповідник. Очевидним є те, що зусилля по збереженню оленів карібу ― важлива справа для гвічинів, що показала їх як активних учасників політичного ландшафту північно-американського сектору Арктики.

## Відомі представники
- Велма Волліс — американська письменниця.